# Santa Lolla
Santa Lolla é uma marca brasileira de sapatos, bolsas e acessórios femininos que pertence a empresária Vanessa Martinez, esposa de Henrique Constantino, e seus dois irmãos: Rubens e Fábio Martinez. Até então, a marca está presente em todo o território nacional com cerca de 3.000 pontos de vendas, sendo três deles lojas próprias: as concept stores Oscar Freire e JK Iguatemi e a unidade Market Place.
No mundo digital, seus produtos são vendidos por empresas de e-commerce, como Dafiti, Netshoes, e OqVestir. E só em 2016 inaugurou seu próprio e-commerce.
Em 2011, a Arezzo negociou a compra da Santa Lolla, mas o negócio não foi adiante.
Em 2015, teve um faturamento de cerca de 200 milhões de reais e em agosto do mesmo ano abriu franquia no Paraguai.
Um outro tópico que costuma instigar as fãs de carteirinha é a origem do nome Santa Lolla, que é uma homenagem dos irmãos a sua avó paterna chamada por eles carinhosamente de “Vó Lolla”.  

Com um time de estilo afiado que cria cerca de cinco coleções por ano, mais de sete mil itens e novos produtos que abastecem constantemente as lojas e o e-commerce, o público está cada vez mais ávido por novidades e em busca de peças fashion. Desde acessórios e calçados essenciais para o guarda-roupas de qualquer mulher, até peças mais trendy e statement.